# Murvay Sámuel
Murvay Sámuel (Újszékely, 1920. december 14. – Eger, 2015. április 19.) ügyvéd. A Magyarországi Unitárius Egyház főgondnoka 1994 és 2001 között. 

## Életútja
Dr. Murvay Sámuel 1920. december 14-én született Újszékelyen. Szülei Elekes Eszter és Murvay Sámuel (Samu) újszékelyi földbirtokos. Elemi iskoláit Újszékelyen kezdte, és a székelykeresztúri gimnáziumban érettségizett. A kolozsvári Ferenc József Tudományegyetemen jogot tanult. Kezdetben törvényszéki bíróként, majd ügyvédként dolgozott Marosvásárhelyen nyugdíjba vonulásáig. Fiatalon kapcsolódott be az Erdélyi Unitárius Egyház életébe, és jogi kérdésekben segítette az egyház életét és működését.

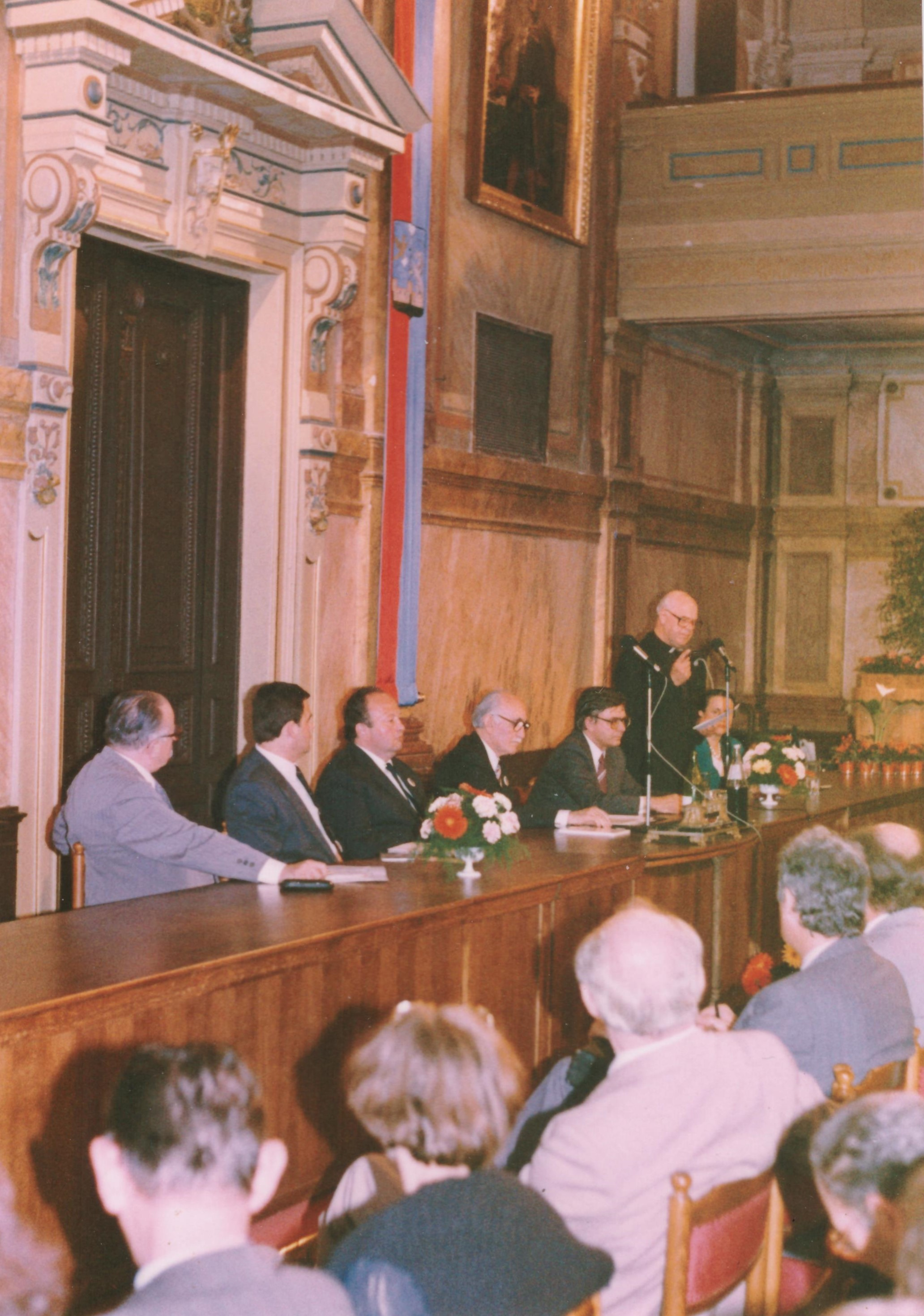
Murvay Sámuel - tanácskozás 1991-ben Egerben

Nyugdíjazását követően, 1988-ban áttelepült Magyarországra, Egerbe költözött a lányához, és aktív szerepet vállalt a Magyarországi Unitárius Egyház életében jogtanácsosként. Az Erdélyi Szövetség alapító tagja, az Erdélyi Szövetség Heves Megyei Szervezetének elnöke. 1991-ben tanácskozást tartottak Egerben „Erdély múltja és jövője címmel.
Áldozatos és hasznos munkája elismeréseként 1994 és 2001 között a Magyarországi Unitárius Egyház főgondnoki tisztségét töltötte be, és sokat tett az egyház jogi ügyeinek intézésében. Többek között támogatta a Misszióház tulajdonjogának teljes mértékben való visszaigénylését az egyház részére. Az unitárius egyházat főgondnokként képviselte egyházi és világi rendezvényeken. Az Unitárius Élet folyóiratban több felszólalása, üdvözlő beszéde olvasható. 2010. augusztus 24-én a legmagasabb unitárius kitüntetésben részesült, átvehette a Szervét Mihály-díjat, melyet Kászoni József és Balázsi László adtak át egri otthonában. A Szegedi Tudományegyetem Állami- és Jogtudományi Kara 2012/2013-ban vas díszoklevelet adományozott.
Egerben hunyt el 2015. április 19-én, életének 95. évében.

## Kapcsolódó szócikk
Segesvár magyar művelődési élete